# Dark Companion
La Dark Companion è un'etichetta discografica italiana fondata da Max Marchini nel 2015 assieme all'Associazione Novecento APS, e agli Studi Elfo, con sede a Tavernago, Piacenza, Italia.

## Storia
Fu Greg Lake degli Emerson Lake & Palmer che convinse, durante un lungo viaggio in automobile, il giornalista musicale e produttore Max Marchini (Rockerilla), dopo una seria malattia fortunatamente ben risolta, a fondare un'etichetta che costituisse il "compagno oscuro" della Manticore Records, la storica etichetta degli ELP, che proprio durante quel viaggio i due decisero di riaprire. Dark Companion, quindi, nacque al fine di poter pubblicare e promuovere quella musica di nicchia, di alto livello, sperimentale, troppo alternativa per la linea editoriale della Manticore. Mentre Marchini e Lake stavano guidando, discutendo proprio dell'argomento, la radio suonò casualmente il brano "Dark Companion" della band americana Tuxedomoon che fu scelto immediatamente dai due come nome dell'etichetta. Assieme a Dark Companion fu fondata anche una seconda etichetta per contenere altri tipi di produzione non propriamente avant-garde: la "Unifaun Productions". Subito venne stretta una collaborazione con Massimo Orlandini e la Maracash Records che oltre a curare l'aspetto esecutivo e la distribuzione internazionale, ne divenne partner. La distribuzione italiana è ora affidata a Self. Alcune produzioni, specie in vinile o in tiratura assai ridotta sono venduti direttamente dalla label ai concerti degli artisti o tramite il sito di Ma.Ra.Cash.
L'attività discografica dell'etichetta ha riscosso un notevole interesse e plauso da parte della critica internazionale in particolare da Riccardo Bartoncelli, Gino Dal Soler, Federico Guglielmi e da riviste inyternazionali quali Prog Magazine e Record Collector.
Molti degli artisti della Dark Companion sono "vecchi leoni" della scena alternativa (Keith Tippett, Ron Geesin, John Greaves, Lino Capra Vaccina, Blaine L. Reininger dei Tuxedomoon, Paolo Tofani degli Area, Paul Roland, Michael Mantler, Markus Stockhausen ecc.), ma l'etichetta ha anche scoperto e lanciato i nuovi talenti di Jeanette Sollén, Jugalbandi Trio, Priska, e soprattutto Annie Barbazza.